# Державний національний природний парк «Кокшетау»
Державний національний природний парк «Кокшетау» (каз. «Көкшетау» мемлекеттік ұлттық табиғи паркі) — національний парк у Зерендинському районі Акмолінської області та Айиртауському районі Північно-Казахстанської області Казахстану. Утворено згідно з Постановою Уряду РК № 415 від 10 квітня 1996 року.

## Загальні відомості
Площа складових частин території ДНВП «Кокшетау» зведена в таблицю.
| Структурні територіальні підрозділи                        | Площа території |
| ---------------------------------------------------------- | --------------- |
| Зерендинське регіональне відділення (сел. Червоний Кордон) | 36,7 тис. га    |
| Арикбалицьке регіональне відділення (сел. Гірський)        | 52,7 тис. га    |
| Шалкарське регіональне відділення (с. Лобанове)            | 35,5 тис. га    |
| Айртауське регіональне відділення (Айртауський лісгосп)    | 46,2 тис. га    |
| Дібровський відтворювальну ділянку (кордон Мостовий)       | 10,9 тис. га    |
| Зерендинський відтворювальний центр із біорізноманіття     |                 |

Основні завдання національного парку:
- збереження еталонних та унікальних природних комплексів та об'єктів, а також пам'яток історії, культури та інших об'єктів культурної спадщини;
- розробка та впровадження наукових методів збереження природних комплексів в умовах рекреаційного використання;
- відновлення порушених природних та історико-культурних комплексів та об'єктів;
- організація екологічного просвітництва населення;
- ведення екологічного моніторингу.

## Географічне положення
Національний парк розташований приблизно за 60 км на південний захід від міста Кокшетау, на території Айиртауського та Зерендинського районів Акмолінської області. На його території розташовані озера Шалкар та Зеренді, пік Айиртау. Хребтово-горбисті рівнинні землі поєднуються з гранітними вершинами і горбистими височинами.

## Клімат
Клімат різко континентальний. Діапазон температур січня становить від -5 до -35 °C, липня — від +3 до +27 °C. Річна кількість опадів у рівнинній частині становить 250—310 мм, у піднесеній — до 440 мм. Улітку звичайними є зливи та грози.
Коротка весна, суха та прохолодна, зазвичай починається у другій половині квітня. Навесні нерідкі поворотні холоди, що затримують танення снігу. Заморозки спостерігаються до травня. Літо спекотне та сухе, з переважанням південно-західних вітрів. Опади випадають у вигляді рідкісних, але інтенсивних дощів. Середня температура червня — 18-20 °C, абсолютний максимум — 38-40. Максимум опадів відзначається на початку осені. Осінь похмура, часто дощова. У другій половині вересня можливі заморозки, а падіння температури повітря нижче +5 °C відбувається у першій декаді жовтня. Наприкінці жовтня випадає перший сніг. Зима сувора, холодна. Середні температури січня дорівнюють −17-18 °C. Часті хуртовини, спровоковані циклонами, що переміщаються у північно-східному напрямку на північ Сибіру.

## Флора і фауна
Територія національного парку відноситься до зони лісостепових та степових природних зон. Рослинність на території національного парку багата на різновиди і тісно пов'язана з ландшафтними особливостями всього регіону. Рослинність представлена такими типами: лісова, степова, лучна. Галявини та долини річок між лісами вкриті злаковою рослинністю. Біля підніжжя ростуть густі соснові ліси.
Тваринний світ національного національного природного парку «Кокшетау» дуже багатий. Фауна хребетних тварин налічує 282 види. Вони розподіляються за класами таким чином: ссавці — 47 видів, птиці — 216 видів, плазуни — 7 видів, риби — 12 видів. Для місцевої фауни типові лось, сарна, борсук, лисиця, вовк, куниця лісова, вивірка, заєць, куріпка.
На території національного парку розташовані 13 пам'яток природи республіканського значення: Зелений мис, Смольна сопка, Сопка «Стрікач», Малиновий мис, Сопка «Пожежна», Сопка «Два брата», Гостра сопка, Водоспад із печерою, Розколота сопка, Острів озера «Козачий»), Сопка «Огляд», Сопка «Казанок», Реліктовий масив.